# Royal Ruisbroek Football Club
Dernière mise à jour : 21 juin 2013.
Le Royal Ruisbroek Football Club (ou R. Ruisbroek FC) est un club de football belge localisé dans l'ancienne commune de Ruisbroek à la périphérie bruxelloise en Brabant flamand. Fondé en 1922, il est alors porteur du matricule 362 et ses couleurs sont le jaune et le vert. Le club est radié de l'URBSFA en 2013.

## Histoire
Le club est fondé en 1922 sous le nom de Ruisbroek Football Club.
En 1926, il se voit attribuer le matricule 362.
En 1950, le matricule 362 finit le championnat de Promotion avec le même nombre de points que deux autres équipes. Mais le règlement joua en sa défaveur car il avait concédé plus de défaites que ses rivaux.
Il accède pour la première fois aux séries nationales en 1931. Cette première expérience ne dure qu'une saison. 
Reconnu comme Société royale en 1951, il prend le nom de Royal Ruisbroek Football Club (362).
À partir de 1956, il monte en séries nationales et y reste cette fois sept saisons consécutives, jusqu'en 1962. 
En 1962, Ruisbroek boucla la compétition en étant ex æquo avec La Forestoise. Les règles avaient entretemps changé. Ayant obtenu moins de victoires, le matricule 362 fut relégué. 
Le club subit un important lifting pour la saison 2011/2012. Un nouveau comité et un nouveau CA dirigé par le nouveau président Notte Philippe.
En fin de saison 2012-2013, l'AG de l'URBSFA prononce sa radiation.

## Résultats dans les divisions nationales
Statistiques mises à jour le 21 juin 2013

### Bilan
| Niv | Divisions     | Jouées | Titres | TM Up | TM Down |
| --- | ------------- | ------ | ------ | ----- | ------- |
| I   | 1re nationale | 0      | 0      |       |         |
| II  | 2e nationale  | 0      | 0      |       |         |
| III | 3e nationale  | 3      | 0      |       |         |
| IV  | 4e nationale  | 7      | 0      |       |         |
| V   | 5e nationale  | 0      | 0      |       |         |
|     |               |        |        |       |         |
|     | TOTAUX        | 10     | 0      | 0     | 0       |

- TM Up : test-match pour départager des égalités, ou toutes formes de Barrages ou de Tour final pour une montée éventuelle.
- TM Down : test-match pour départager des égalités, ou toutes formes de Barrages ou de Tour final pour le maintien.

### Classements saison par saison
| Ordre               | Saison  | Nom du club     | Niveau                 | Classement final | Remarques     |
| ------------------- | ------- | --------------- | ---------------------- | ---------------- | ------------- |
| 1                   | 1931-32 | Ruisbroek FC    | Promotion (D3) série B | 12e/14           | Relégué       |
| séries régionales   |         |                 |                        |                  |               |
| 2                   | 1947-48 | Ruisbroek FC    | Promotion (D3) série C | 15e/16           | Relégué       |
| séries provinciales |         |                 |                        |                  |               |
| 3                   | 1949-50 | Ruisbroek FC    | Promotion (D3) série B | 14e/16           | Relégué       |
| séries provinciales |         |                 |                        |                  |               |
| 4                   | 1955-56 | R. Ruisbroek FC | Promotion série B      | 10e/16           |               |
| 5                   | 1956-57 | R. Ruisbroek FC | Promotion série B      | 3e/16            |               |
| 6                   | 1957-58 | R. Ruisbroek FC | Promotion série B      | 2e/16            | [ saisons 2 ] |
| 7                   | 1958-59 | R. Ruisbroek FC | Promotion série B      | 9e/16            |               |
| 8                   | 1959-60 | R. Ruisbroek FC | Promotion série A      | 10e/16           |               |
| 9                   | 1960-61 | R. Ruisbroek FC | Promotion série B      | 5e/16            |               |
| 10                  | 1961-62 | R. Ruisbroek FC | Promotion série A      | 14e/16           | Relégué       |
| séries provinciales |         |                 |                        |                  |               |

## Personnalités
- Michel De Groote, quatre fois Diable Rouge, débute au Ruisbroek FC avant d'être repéré par le Sporting Anderlecht.

Jef jurion